# Upachara stigma
Upachara stigma är en insektsart som beskrevs av William Lucas Distant 1906. Upachara stigma ingår i släktet Upachara och familjen sporrstritar. Inga underarter finns listade i Catalogue of Life.